# Vila Nova de Foz Côa
Vila Nova de Foz Côa este un oraș în Districtul Guarda, Portugalia.